# Nowogard (gmina)
Nowogard – gmina miejsko-wiejska w zachodniej części województwa zachodniopomorskiego, w powiecie goleniowskim, położona na Równinie Nowogardzkiej i Równinie Gryfickiej. Siedzibą gminy jest miasto Nowogard.
Według danych z 31 grudnia 2016 r. gmina miała 24 757 mieszkańców.
Miejsce w województwie (na 114 gmin):

powierzchnia 13., ludność 11.
Gmina stanowi 21,0% powierzchni powiatu.

## Położenie
Gmina znajduje się w zachodniej części województwa zachodniopomorskiego, we wschodniej części powiatu goleniowskiego.
Gmina położona jest na równinach: Nowogardzkiej i Gryfickiej.
Sąsiednie gminy:
- Maszewo, Osina i Przybiernów (powiat goleniowski)
- Płoty (powiat gryficki)
- Golczewo (powiat kamieński)
- Dobra, Radowo Małe i Resko (powiat łobeski)

Do 31 grudnia 1998 r. wchodziła w skład województwa szczecińskiego.

## Gospodarka
W 2013 r. ustanowiono podstrefę Nowogard – Kostrzyńsko-Słubickiej Specjalnej Strefy Ekonomicznej, która obejmuje 2 kompleksy o łącznej powierzchni 20,19 ha, na terenie przy wsi Wojcieszyn i północnych granicach Nowogardu. Przedsiębiorcy podejmujący działalność gospodarczą na terenie podstrefy mogą skorzystać ze zwolnienia z części podatku dochodowego CIT lub części dwuletnich kosztów pracy.

## Demografia
- Struktura demograficzna mieszkańców gminy Nowogard wg danych z 31 grudnia 2007:[5]

| Opis                                | Ogółem | Ogółem | Kobiety | Kobiety | Mężczyźni | Mężczyźni |
| ----------------------------------- | ------ | ------ | ------- | ------- | --------- | --------- |
| Jednostka                           | osób   | %      | osób    | %       | osób      | %         |
| Populacja                           | 24 570 | 100    | 12 484  | 50,81   | 12 086    | 49,19     |
| Wiek przedprodukcyjny (0–17 lat)    | 5269   | 21,44  | 2557    | 10,41   | 2712      | 11,04     |
| Wiek produkcyjny (18–65 lat)        | 16 250 | 66,14  | 7777    | 31,65   | 8473      | 34,49     |
| Wiek poprodukcyjny (powyżej 65 lat) | 3051   | 12,42  | 2150    | 8,75    | 901       | 3,67      |

Gminę zamieszkuje 31,0% ludności powiatu.

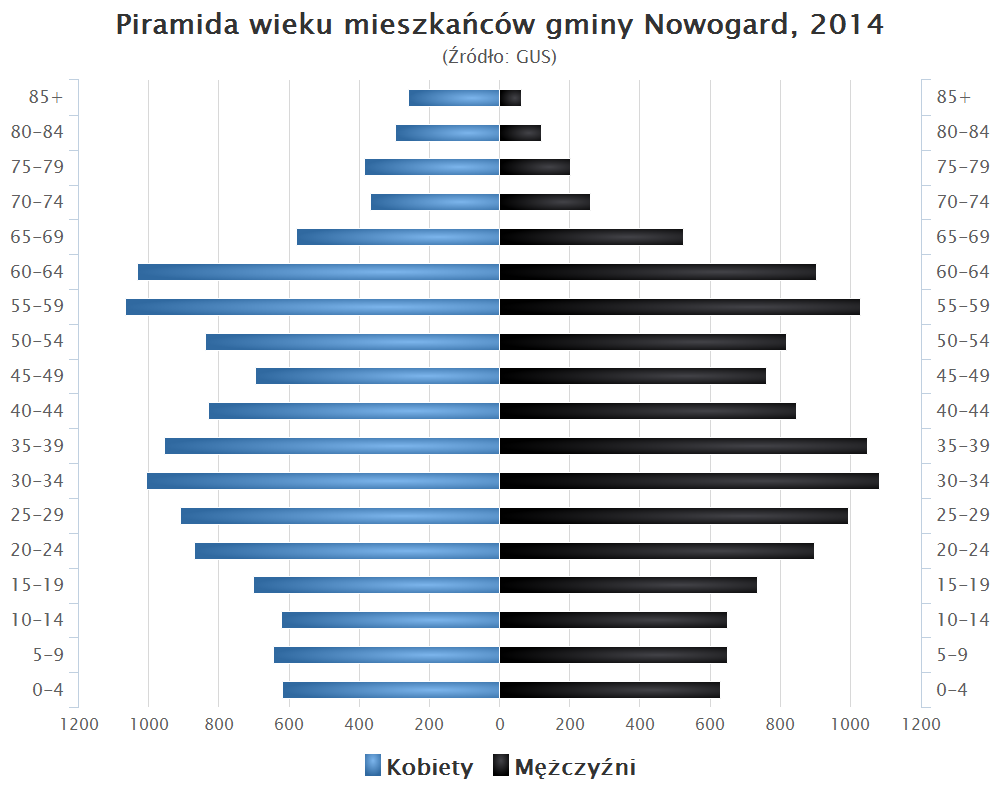
Piramida wieku mieszkańców gminy Nowogard w 2014 roku

## Przyroda i turystyka
W północno-zachodniej części gminy znajduje się fragment Puszczy Goleniowskiej. W granicach miasta znajduje się Jezioro Nowogardzkie. Przez gminę przepływa rzeka Sąpólna (dopływ Regi). Tereny leśne zajmują 26% powierzchni gminy, a użytki rolne 65%.
Lasy zajmują ogółem 8658 hektarów – ponad 25% powierzchni gminy. W obrębie miasta Nowogard znajduje się 137 hektarów terenów leśnych. Największym kompleksem leśnym jest fragment Puszczy Goleniowskiej, położony w zachodniej części gminy w rejonie miejscowości: Łęgno, Błotno, Ogorzele, Czermnica, Trzechel.

## Komunikacja

### Drogi
Przez gminę prowadzą:
- droga krajowa nr 6 łącząca Nowogard z Płotami (19 km) oraz z drogą krajową nr 3 i drogą ekspresową S3 stanowiące obwodnicę Goleniowa (23 km)
- drogi wojewódzkie: nr 106 z Rzewnowa przez Stargard do Pyrzyc i w drugim kierunku do Golczewa (22 km), nr 144 do Chociwla i nr 147 z Wierzbięcina przez Radowo Małe (19 km) do Łobza (30 km).

### Kolej
Nowogard uzyskał połączenie kolejowe w 1882 po otwarciu linii z Goleniowa, kilka miesięcy później wydłużono ją do Kołobrzegu. W 1902 otwarto drugą linię do Dobrej Nowogardzkiej. Linia ta została rozebrana ok. 1945. Przez wieś Trzechel prowadziła także kolej wąskotorowa (Gryfice Wąsk.-Stepnica) o szerokości 1000 mm. Odcinek otwarto w 1903, zamknięto w 1996. Obecnie w gminie czynne są 3 stacje: Wyszomierz, Nowogard i Żabowo na linii Goleniów-Kołobrzeg obsługiwanej przez autobus szynowy.
W gminie czynne są dwa urzędy pocztowe: Nowogard 1 (72-200) i filia Nowogard 1 (72-203)

## Zabytki
- zabytki Nowogardu
- kościół pw. Chrystusa Króla w Sikorkach
- gotycki kościół w Orzechowie
- ryglowy kościół w Wołowcu z 1812 r.
- kościół w Grabinie z 1910 r.
- kościół pw. Zwiastowania NMP w Ostrzycy (1865 r.) z dzwonnicą wieżową z 1737 r.
- zespół pałacowo-parkowy (1876 r.) z folwarkiem w Wierzbięcinie
- ryglowy kościół w Wierzbięcinie (1737 r.)
- kościół w Jarchlinie (XIX w.)
- kościół w Słajsinie (1737 r.)
- kościół pw. św. Anny (XV/XVI w.) oraz dwór w Długołęce
- kościół (1917 r.) i cmentarz przykościelny z pomnikiem żołnierzy poległych w I WŚ w Bieniczkach

## Administracja i samorząd
W 2016 r. wykonane wydatki budżetu gminy Nowogard wynosiły 80,0 mln zł, a dochody budżetu 88,1 mln zł. Zobowiązania samorządu (dług publiczny) według stanu na koniec 2016 r. wynosiły 27,5 mln zł, co stanowiło 31,3% poziomu dochodów.
Gmina Nowogard ma utworzone 36 sołectw – najwięcej w całym powiecie.
Sołectwa gminy: Bieniczki, Błotno, Brzozowo, Boguszyce, Czermnica, Dąbrowa Nowogardzka, Długołęka, Glicko, Grabin, Jarchlino, Karsk, Konarzewo, Krasnołęka, Kulice, Lestkowo, Łęgno, Maszkowo, Miętno, Olchowo, Orzechowo, Orzesze, Osowo, Ostrzyca, Sąpolnica, Sikorki, Słajsino, Strzelewo, Szczytniki, Świerczewo, Trzechel, Wierzbięcin, Wierzchy, Wojcieszyn, Wołowiec, Wyszomierz, Żabowo i Żabówko

## Miejscowości
- Miasto:

Nowogard
- Wsie

Błotno, Bochlin, Brzozowo, Boguszyce, Czermnica, Dąbrowa Nowogardzka, Długołęka, Glicko, Grabin, Jarchlino, Karsk, Konarzewo, Krasnołęka, Kulice, Lestkowo, Łęgno, Maszkowo, Miętno, Olchowo, Orzechowo, Orzesze, Osowo, Ostrzyca, Radłowo, Sąpolnica, Sikorki, Słajsino, Struga, Strzelewo, Szczytniki, Świerczewo, Trzechel, Wierzbięcin, Wierzchy, Wojcieszyn, Wołowiec, Wyszomierz, Żabowo i Żabówko
- Osady:

Bieniczki, Bieńczyce, Ogorzele i Otręby
- Kolonie:

Bromierz, Dobroszyn, Gardna, Miękkie, Nowe Wyszomierki, Ptaszkowo, Stare Wyszomierki, Starogoszcz, Wierzchęcino i Zatocze
- Leśniczówki:

Płotkowo, Sąpole, Suchy Las i Zagórz
- Przysiółki:

Błotny Młyn, Drzysław, Miodne, Ogary, Olszyca, Radziszewo, Sieciechowo, Warnkowo, Zakłodzie i Zbyszewice.